# Sopa juliana

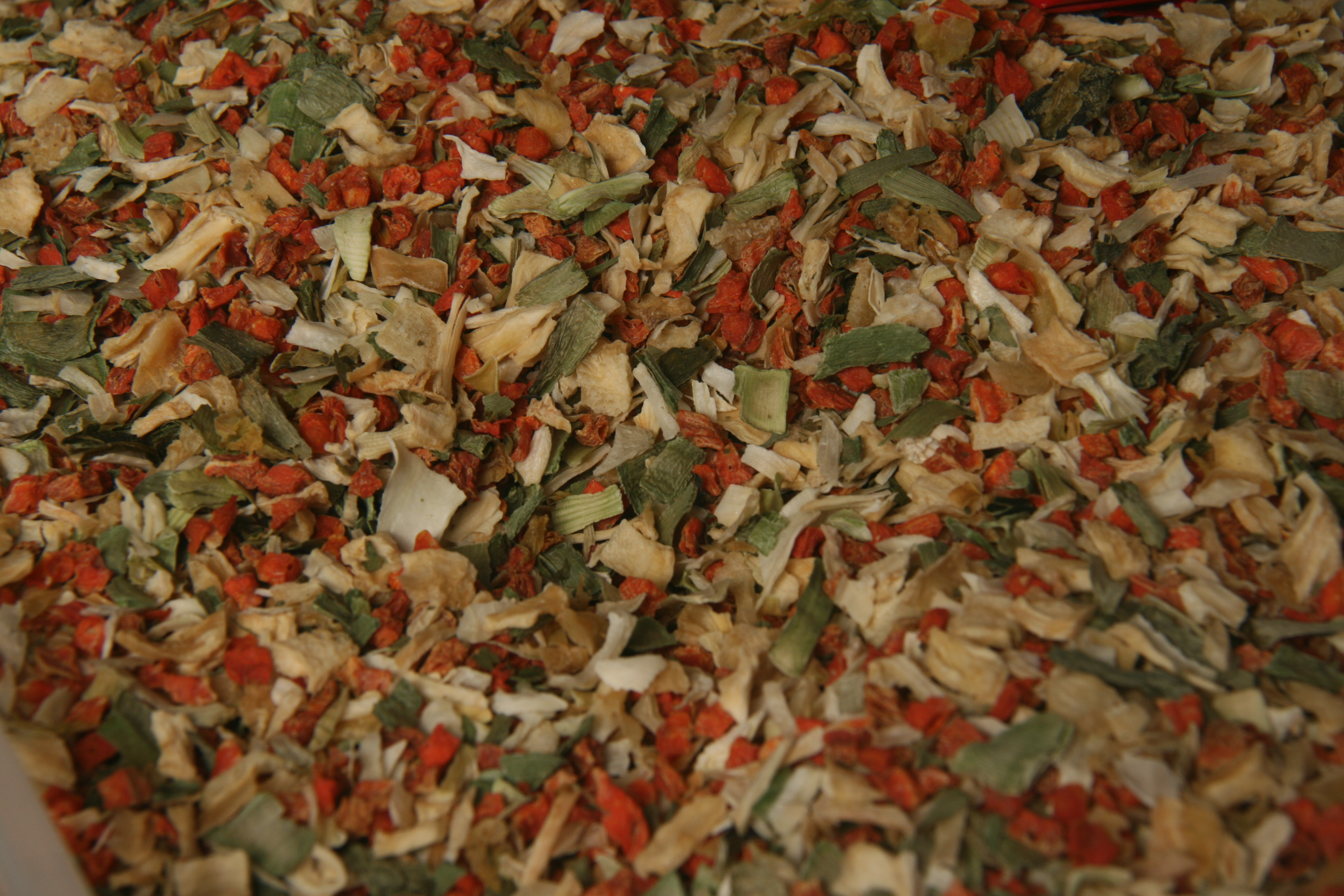
Sopa deshidratada

La sopa juliana es un producto de alimentación que se vende, normalmente, desecado, aunque se puede preparar fresco, y que, al cocerse, junto con fideos o sémola, o simplemente con agua, compone un recurso alimenticio de gran valor nutritivo. Se denomina así por la forma típica en la que se cortan las verduras empleadas en su elaboración: en juliana.

## Características
Normalmente, contiene una gran dosis de zanahoria, y trazas de: puerro, patata o papa, chirivía, cebolla, ajo, apio y perejil. Además de estos ingredientes, hay quien añade especias o embutido. Normalmente, al cocer, se añade también un hueso que contenga bastante tuétano, lo cual aporta mucho sabor.